# 巴士中心前車站
巴士中心前車站（日语：／ Basu-sentā-mae eki */?）是一位於日本北海道札幌市中央區南1条東4丁目，隸屬於札幌市交通局的地下鐵車站。巴士中心前車站是札幌市營地下鐵東西線的沿線車站之一，車站編號T10。位於地下的站體與札幌市中心地區的巴士中心大樓直接連結，與西側的大通車站之間則有地下步道及地下商店街「曙光城」（オーロラタウン，Aurora Town）相連。

## 車站構造
位於南大通的下方，地下行人道與月台沿此路向東西延伸。出入口數量有10個，東西端出入口之間的距離約500公尺。西側出口位於巴士中心大樓內。月台為1面2線的島式月台、閘口共設西、中央、東3個。
札幌市營地下鐵的島式月台車站當中最後設置升降機的車站（2008年3月完成，同年4月起啟用）。升降機分別設於月台與中央閘口之間1部和大堂與地面之間的9號出口1部。

### 月台配置
| 月台 | 路線   | 目的地           |
| ---- | ------ | ---------------- |
| 1    | 東西線 | 白石、新札幌方向 |
| 2    | 東西線 | 大通、宮之澤方向 |

## 相鄰車站
札幌市營地下鐵
 東西線
大通（T09）－巴士中心前（T10）－菊水（T11）